# Radfenster

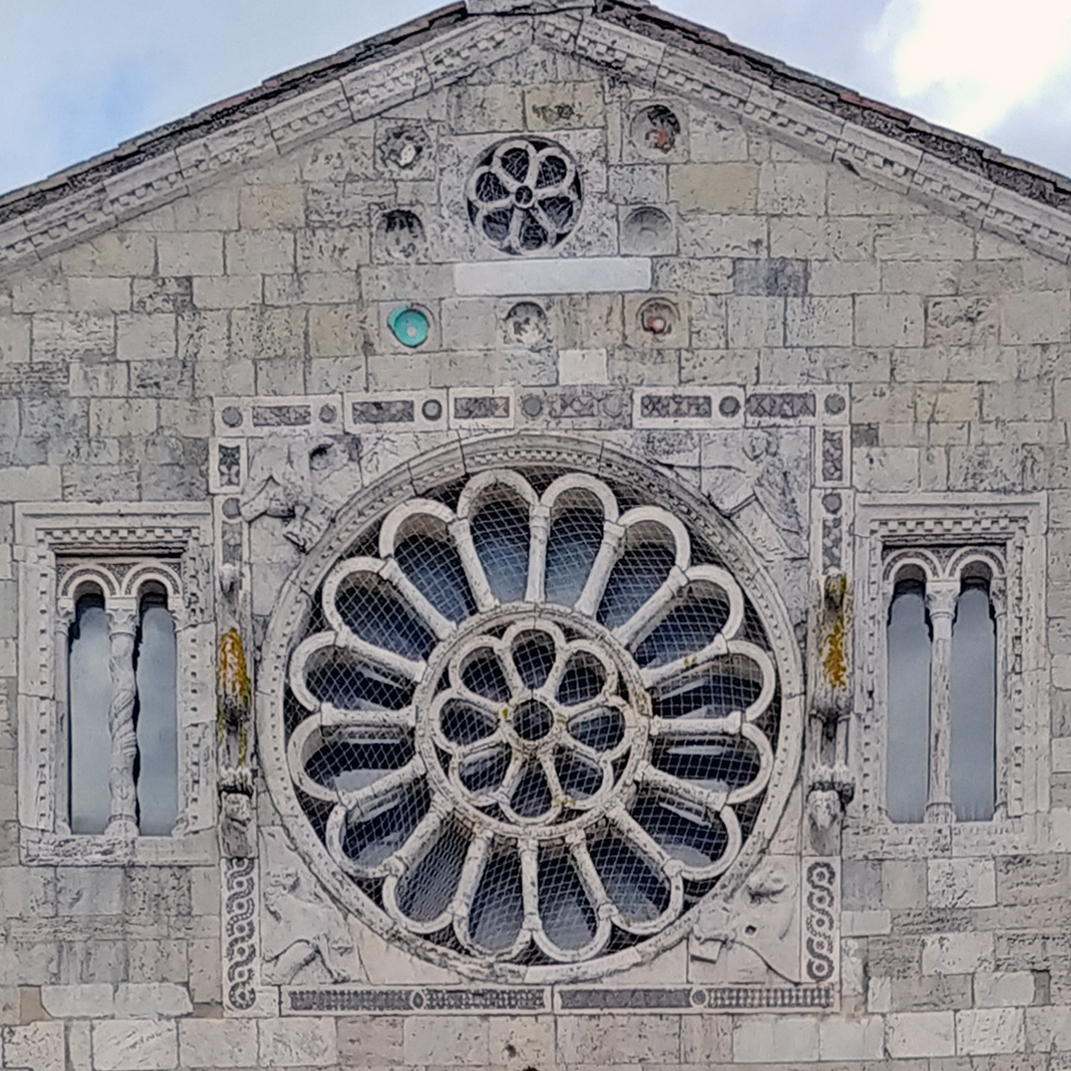
Lugnano in Teverina, Umbrien: Santa Maria Assunta, möglicherweise älter als das Glücksrad von Beauvais, kleiner Rosone 6 Speichen, großer Rosone innen 8 und außen 16 Speichen

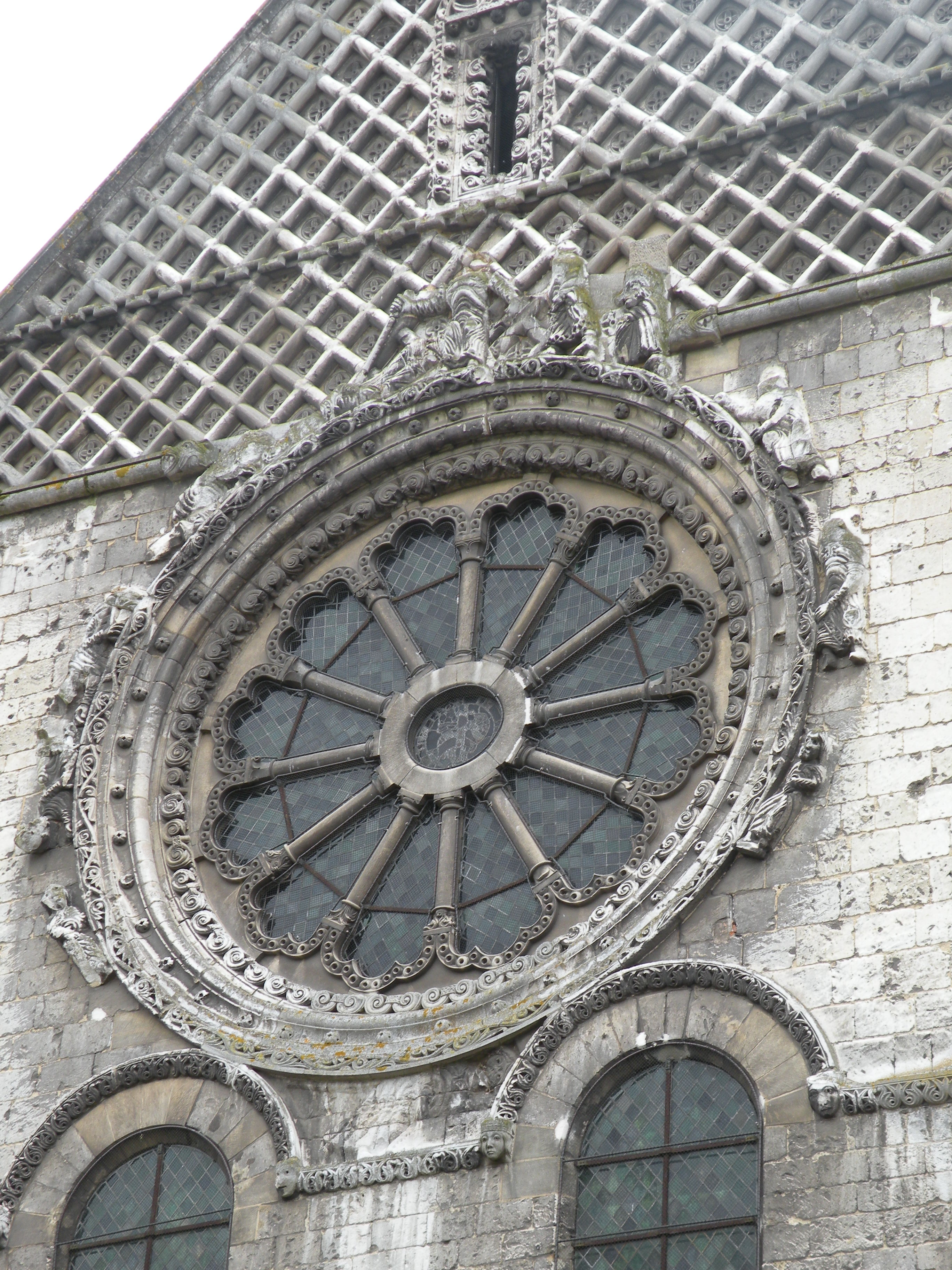
Beauvais, St-Étienne – Radfenster als Glücksrad, um 1145

Ein Radfenster ist ein Rundfenster, bei dem die Fensteröffnung durch „Speichen“ aus Holz oder Stein unterteilt ist. Radfenster sind Vorstufen der gotischen Fensterrosen, die jedoch oft noch die Form eines Radfensters aufnehmen und variieren. In den meisten Sprachen werden Rad- und Rosenfenster begrifflich nicht unterschieden.

## Geschichte

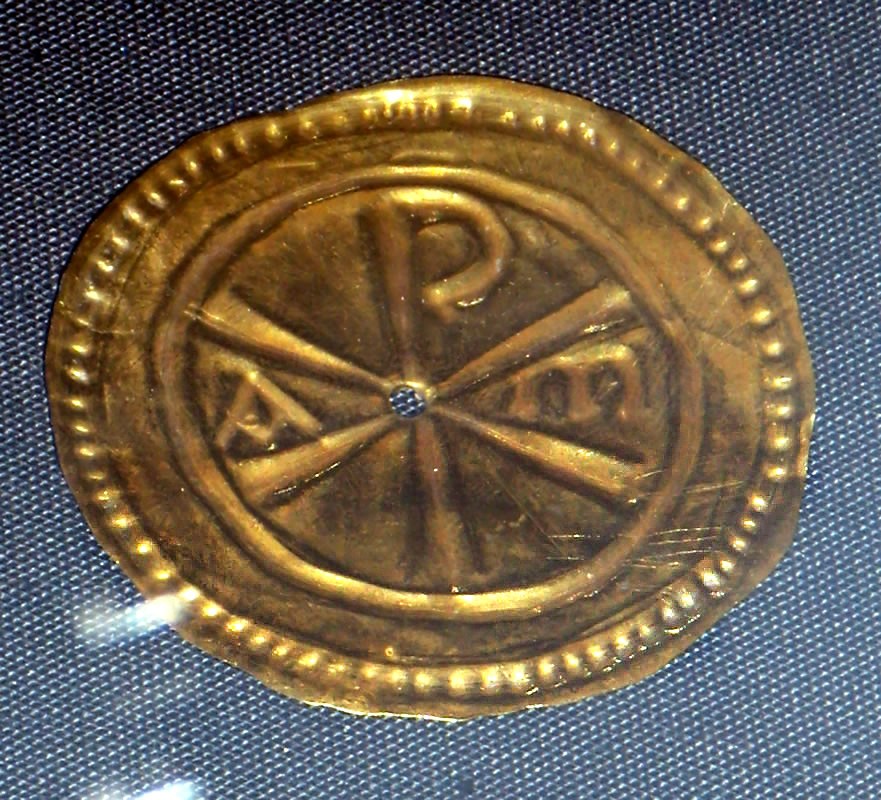
Christusmonogramm Chi-Rho als Rad

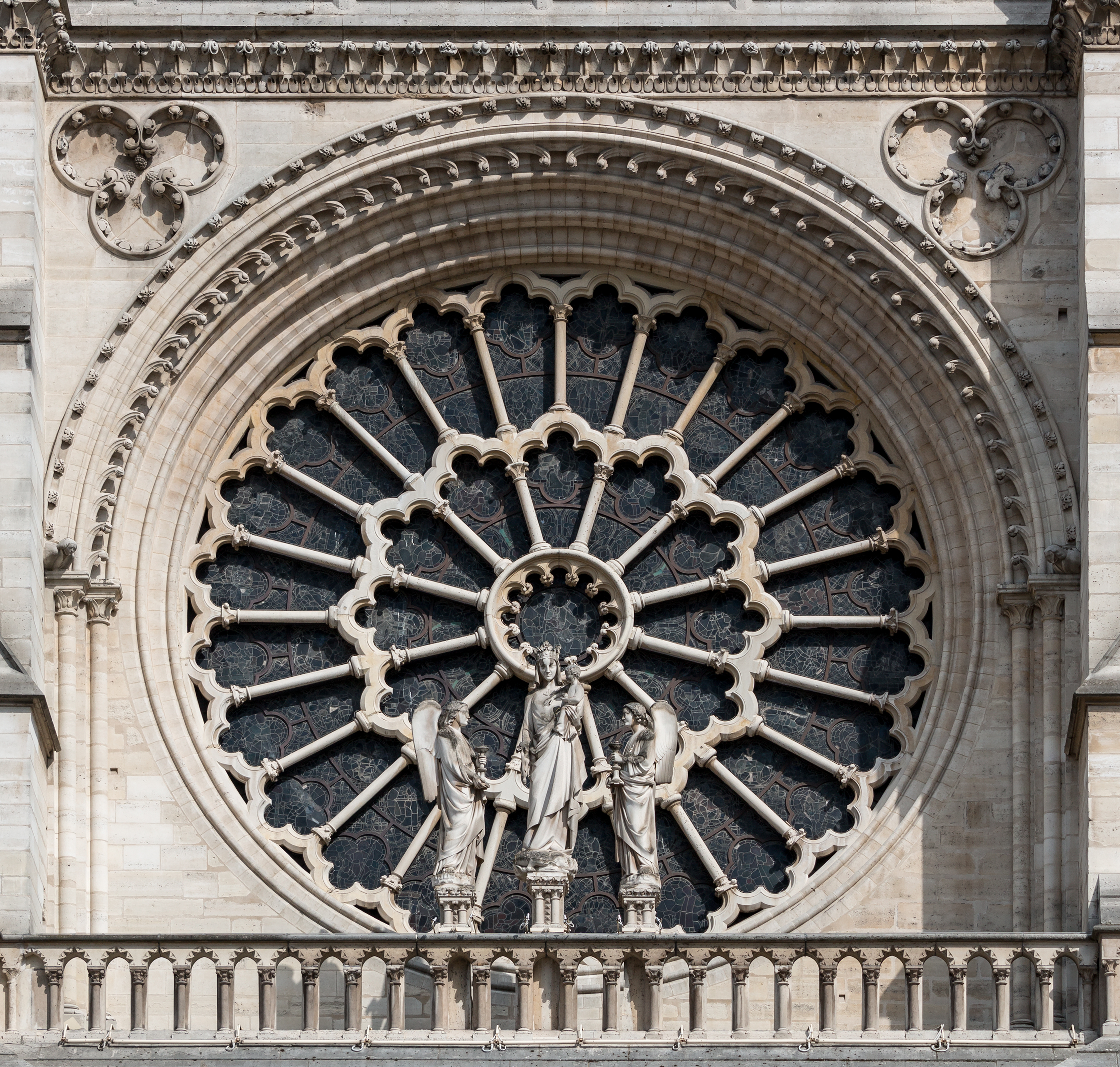
Notre-Dame de Paris: Die berühmte Westrose, um 1220, ist ein zweistufiges Radfenster.

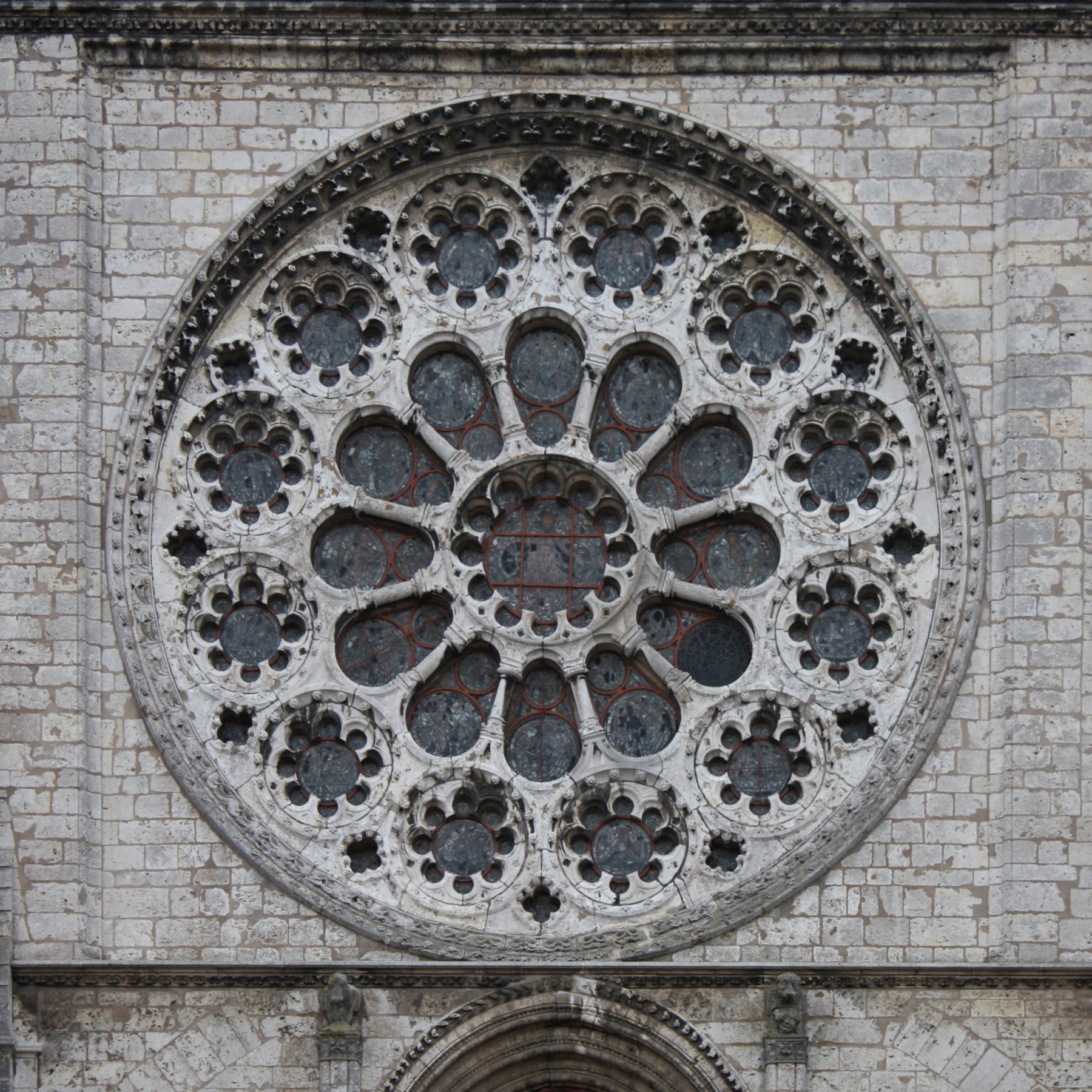
Kathedrale von Chartres, Westrose: zwölfspeichiges Radfenster mit Zwölfpassfenster als Nabe, umgeben von 12 Achtpassfenstern und 12 kleinen Vierpassfenstern.

Radfenster sind typische Fensterformen in der Architektur der Hoch- und Spätromanik, aber auch in der Frühgotik verbreitet. Ihre Ursprünge – und damit auch ihr erstmaliges Auftreten – sind nicht erforscht. Nach derzeitigem Kenntnisstand ist davon auszugehen, dass die frühesten Radfenster im 11. Jahrhundert in Italien entstanden sind. Möglicherweise haben bei der Entstehung sechsspeichiger Räder auch Erinnerungen an das Christusmonogramm eine Rolle gespielt. Einige Überlegungen der Architekturhistoriker gehen dahin, dass die größer werdenden Rundfenster (Oculi) an den West- oder Querhausfassaden vieler Kirchen zunächst durch hölzerne Räder geschlossen wurden, um einen dekorativen Effekt zu erzielen. Diese Räder wurden später verglast um Regenwasser, Vögel oder anderes Getier fernzuhalten. Sehr bald schon, also lange vor dem Aufkommen des gotischen Maßwerks (kurz vor 1220) – wurden diese hölzernen Konstruktionen, von denen sich nichts erhalten hat, in Stein nachgeahmt, wobei die Speichen in der Regel als kleine Säulchen ausgebildet sind, die auf der Nabe in Radmitte stehen. Allerdings gibt es auch Speichen, die an beiden Enden ein Kapitell haben, so im nördlichen Querhausgiebel des Straßburger Münsters (frühes 13. Jahrhundert). Feine Maßwerk-Stäbe finden sich in Radfenstern früher als in „aufrechten“ Fenstern; eine Radspeiche konnte aus einem Steinblock gemeißelt werden, während das Stabwerk hoher Maßwerkfenster komplizierte Verbindungen von Stein- und Metallbau erforderte.

## Konstruktion

### Regelfälle

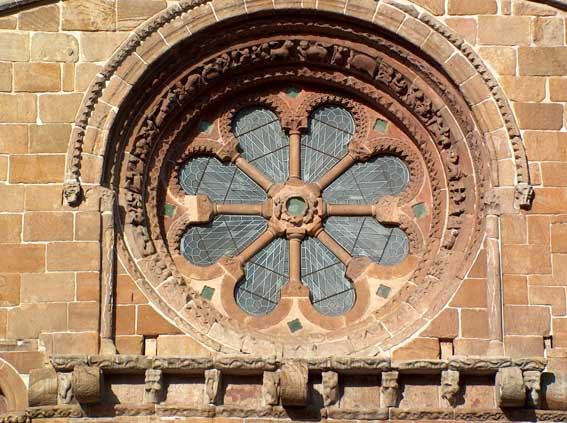
Radfenster an Santo Domingo, Soria, Nordspanien, bald nach 1170

In Abhängigkeit von der Größe des Fensters verändert sich auch die Anzahl der stets gleich großen Felder: Ursprünglich waren es meist acht, aber schnell wird die symbolträchtige Zwölfzahl sehr beliebt; es existieren jedoch auch spätere Radfenster mit 24 Speichen bzw. Feldern (Kathedrale von Modena) und mehr. In Mitteleuropa werden die Radfenster von den gotischen Fensterrosen abgelöst, die jedoch noch lange Zeit an den Konstruktionsprinzipien der Radfenster festhalten. Die Speichen werden zarter, werden aber noch lange Zeit als Säulchen mit Basen und Kapitellen ausgeführt, selbst die Speichen der großen Westrose des Straßburger Münsters, um 1330, die in ihren Proportionen gar nichts Säulenhaftes mehr haben, sind mit Basen und Kapitellen ausgestattet.

### Sonderfälle

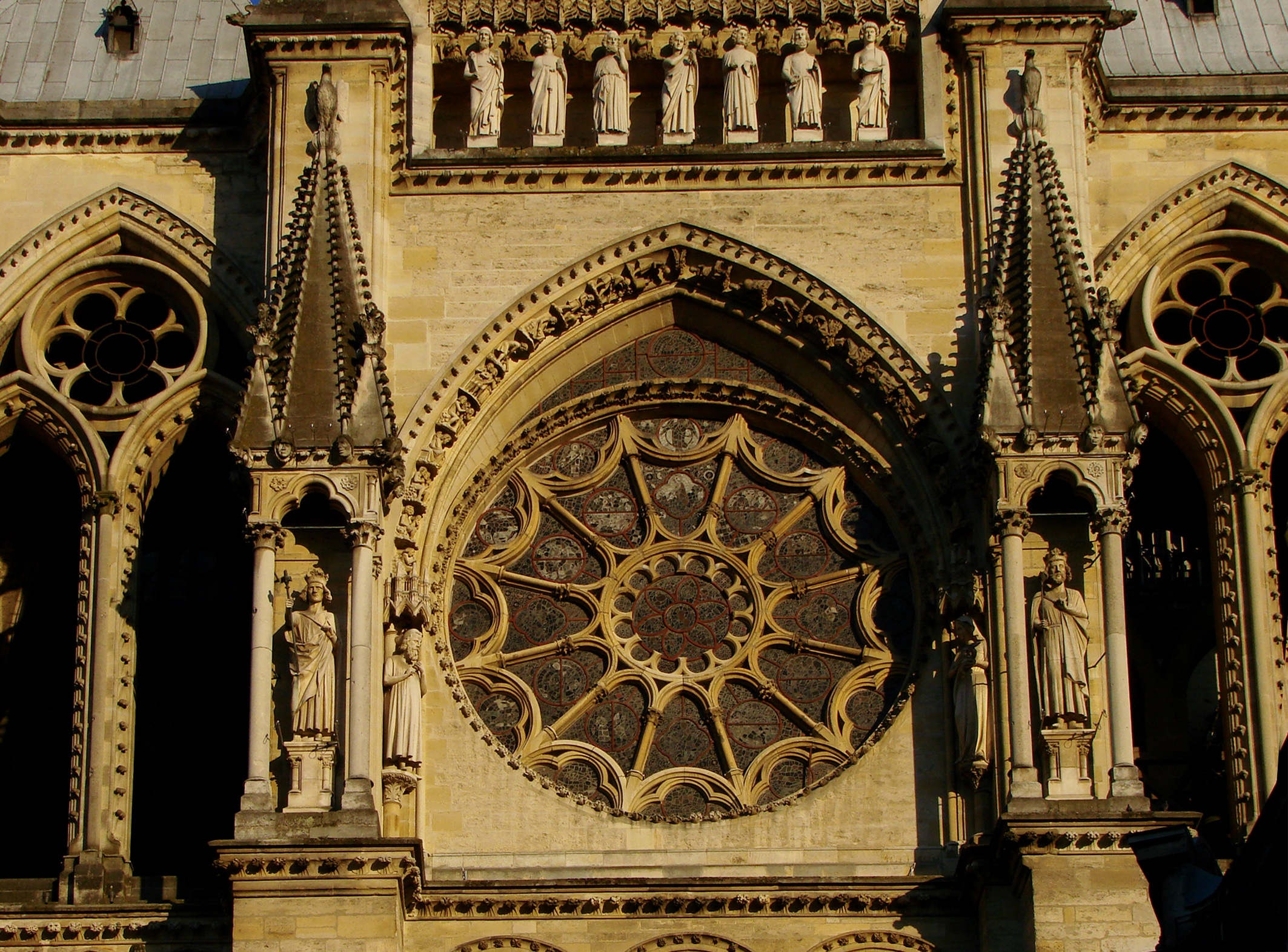
Kathedrale von Reims, nördliche Querhausrose, um 1240

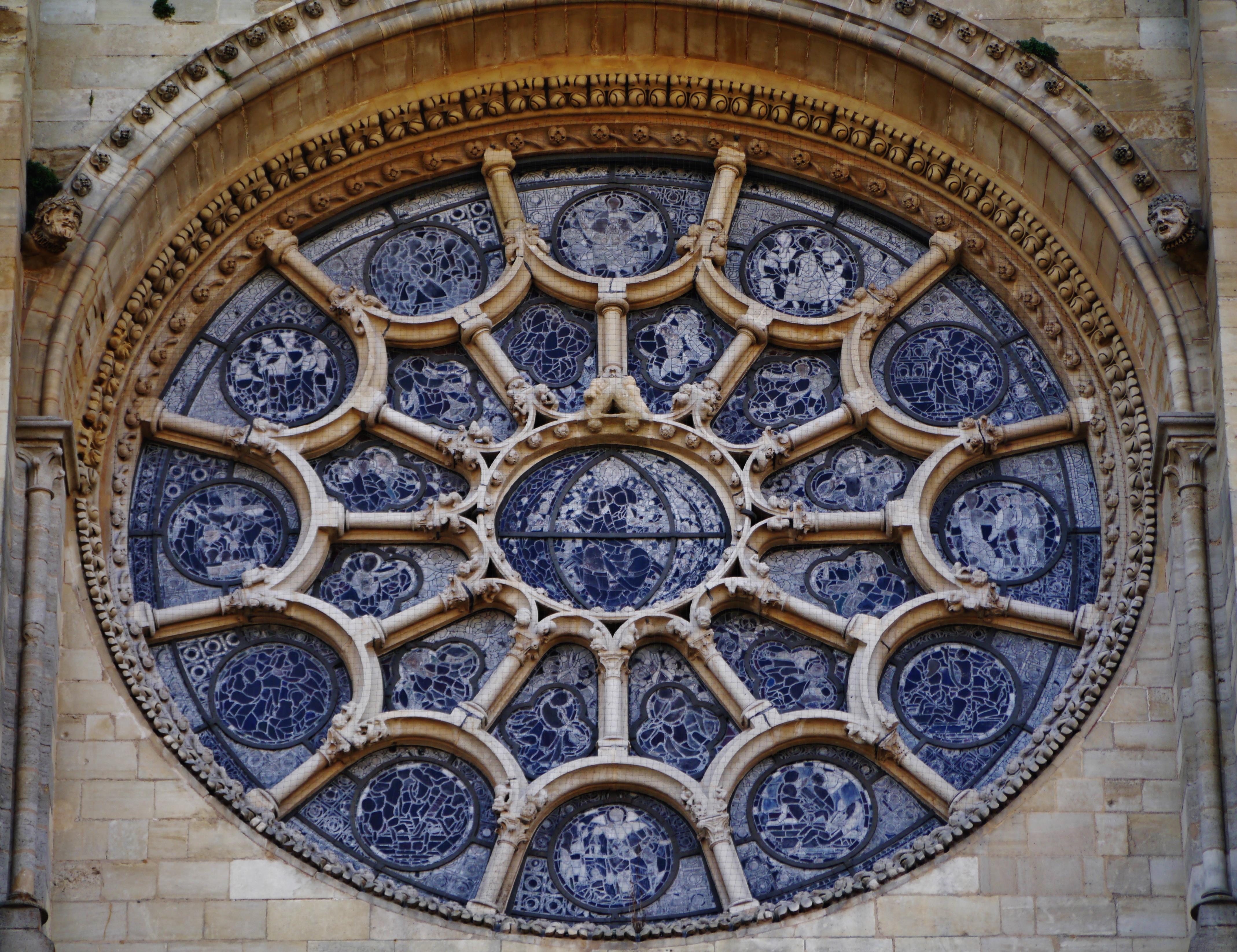
Mantes-la-Jolie, Stiftskirche Notre-Dame, Westrose 1. V. 13. Jh.: Auf der Felge stehende Säulen tragen Rundbögen, auf deren Scheiteln stehende Säulen den Nabenring.

Fähren in den meisten Radfenstern die Säulchen auf der Nabe stehen und die Felge „stützen“, gibt es auch Fälle, wo auf der Felge stehende Säulchen die Nabe stützen, so in der Westrose der Stiftskirche in Mantes, 1. Viertel 13. Jh. und in beiden Querhausrosen der Kathedrale von Reims, um 1240, Gothique classique (mit einem Hauch Rayonnant, da beider Glasflächen bis in den Spitzbogen oberhalb des Rosenrings reichen).
Im nördlichen Querhaus der Abteikirche von Saint-Remi in Reims findet sich ein gotisches Radfenster, das sich – aufgrund der wechselweise kleineren oder größeren Felder bzw. der kürzeren und längeren Speichen – optisch zu drehen scheint.

## Verbreitung
Radfenster kommen in der sakralen Architektur weiter Teile Süd- und Mitteleuropas vor, jedoch überwiegend in Italien – seltener auch in Spanien, Frankreich, England und Deutschland. Sie finden sich fast ausnahmslos im oberen Teil von West- und/oder Querhausfassaden, wo sie manchmal auch in das Giebelfeld hineinragen können.

## Symbolik
Radfenster werden manchmal – in Anlehnung an das Marterwerkzeug der Hl. Katharina – auch als „Katharinenfenster“ bezeichnet. In einigen wenigen Fällen (Basler Münster; Saint-Étienne in Beauvais) sind sie eindeutig auch als mahnendes Glücksrad bzw. Fortunarad zu verstehen, da die Figuren in der Fensterrahmung mal aufsteigen oder mal abwärtsfallen. Generell können sie – wie auch die Fensterrosen – als ‚Spender Himmlischen Lichts‘ aufgefasst werden – wohl auch deshalb spielt die oft auftretende Zwölfzahl der Speichen eine so dominierende Rolle.

## Ornament
Im Gegensatz zum reichen und äußerst experimentierfreudigen Blendmaßwerk kommen Räder als Ornamentform bei Wandauflagen oder bei Chorgestühlen etc. so gut wie nicht vor.

## Bilder

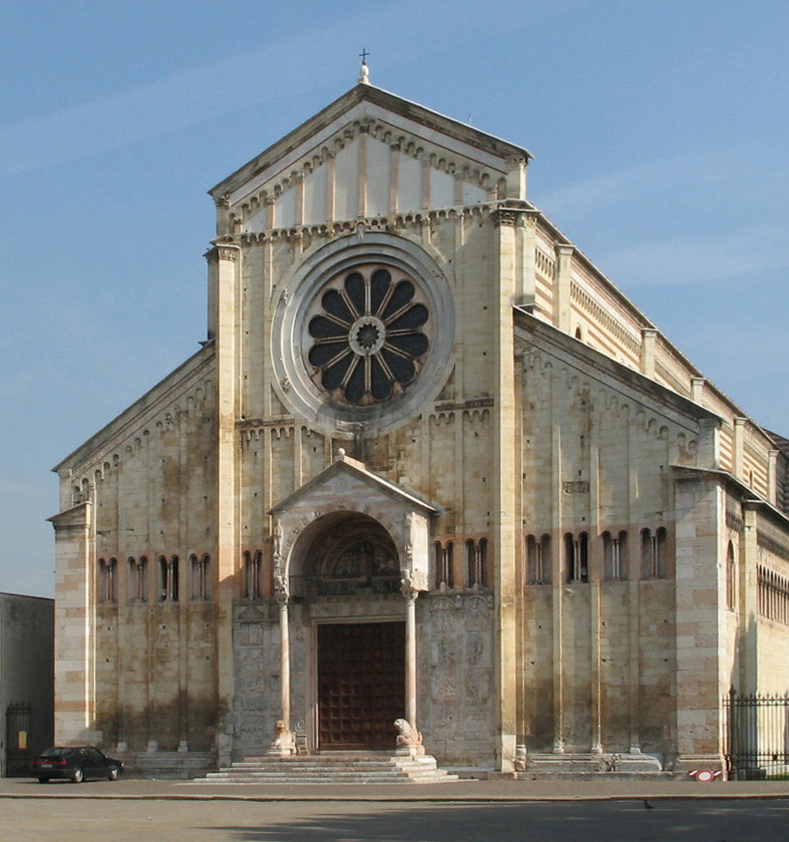
Verona, San Zeno Maggiore: Westrose ab 1178
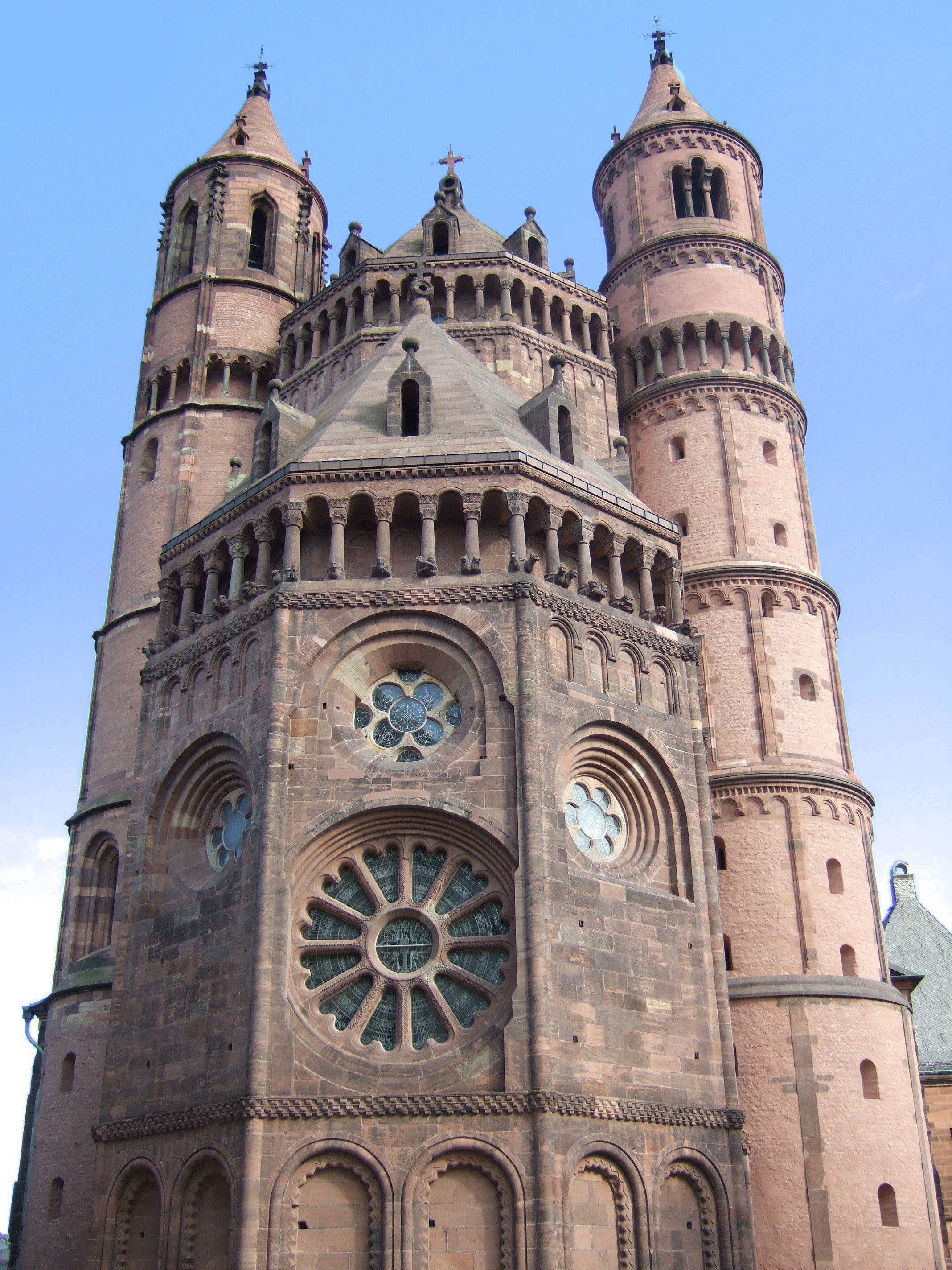
Wormser Dom: Westchor 1181, großes Fenster ohne Kapitellchen; polygonale Chorform, hier wegen gedrängter Rundfenster, danach von der Gotik übernommen
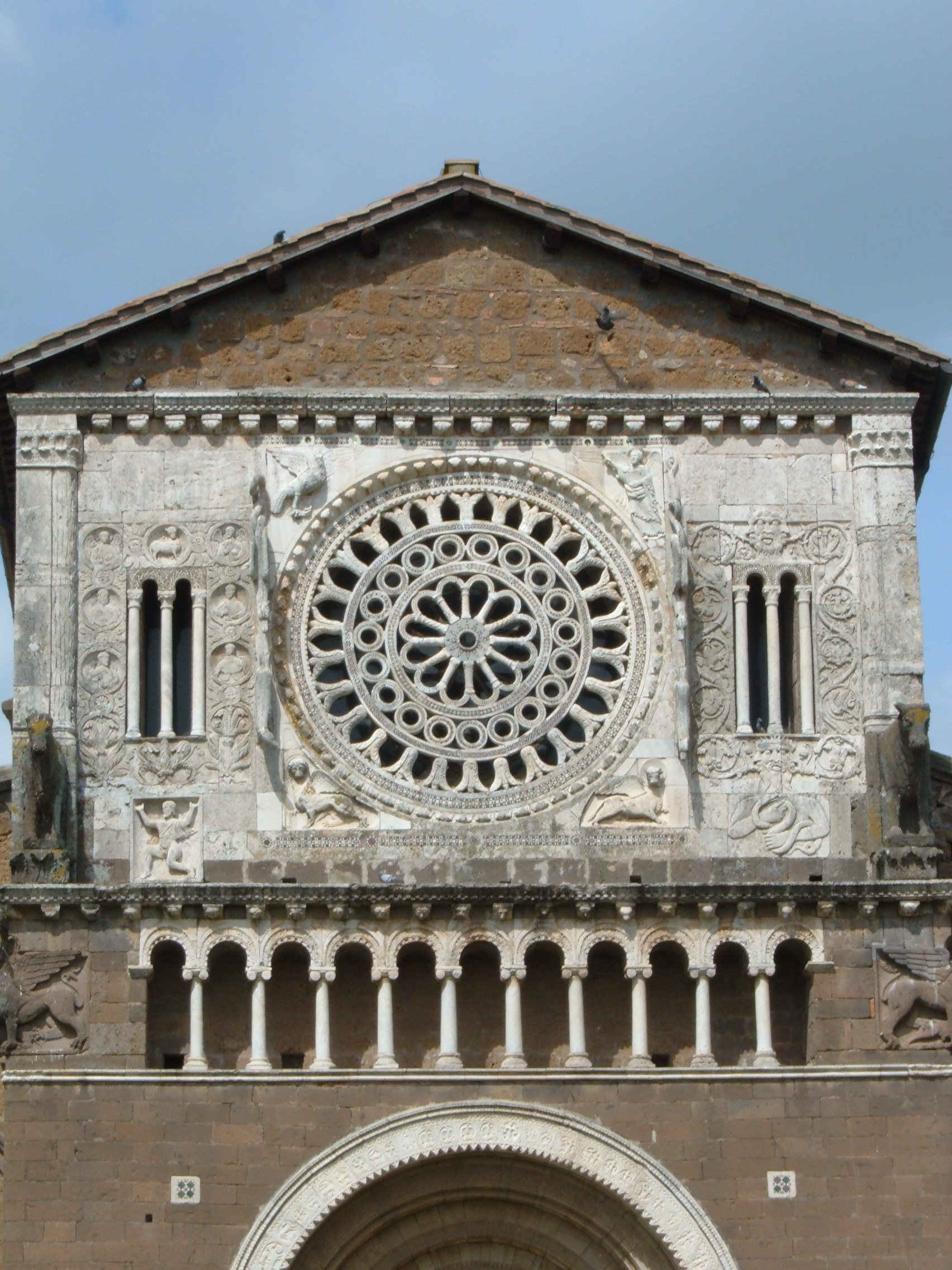
Tuscania, San Pietro, Westfassade um 1200; innen 12, außen 26 Speichen
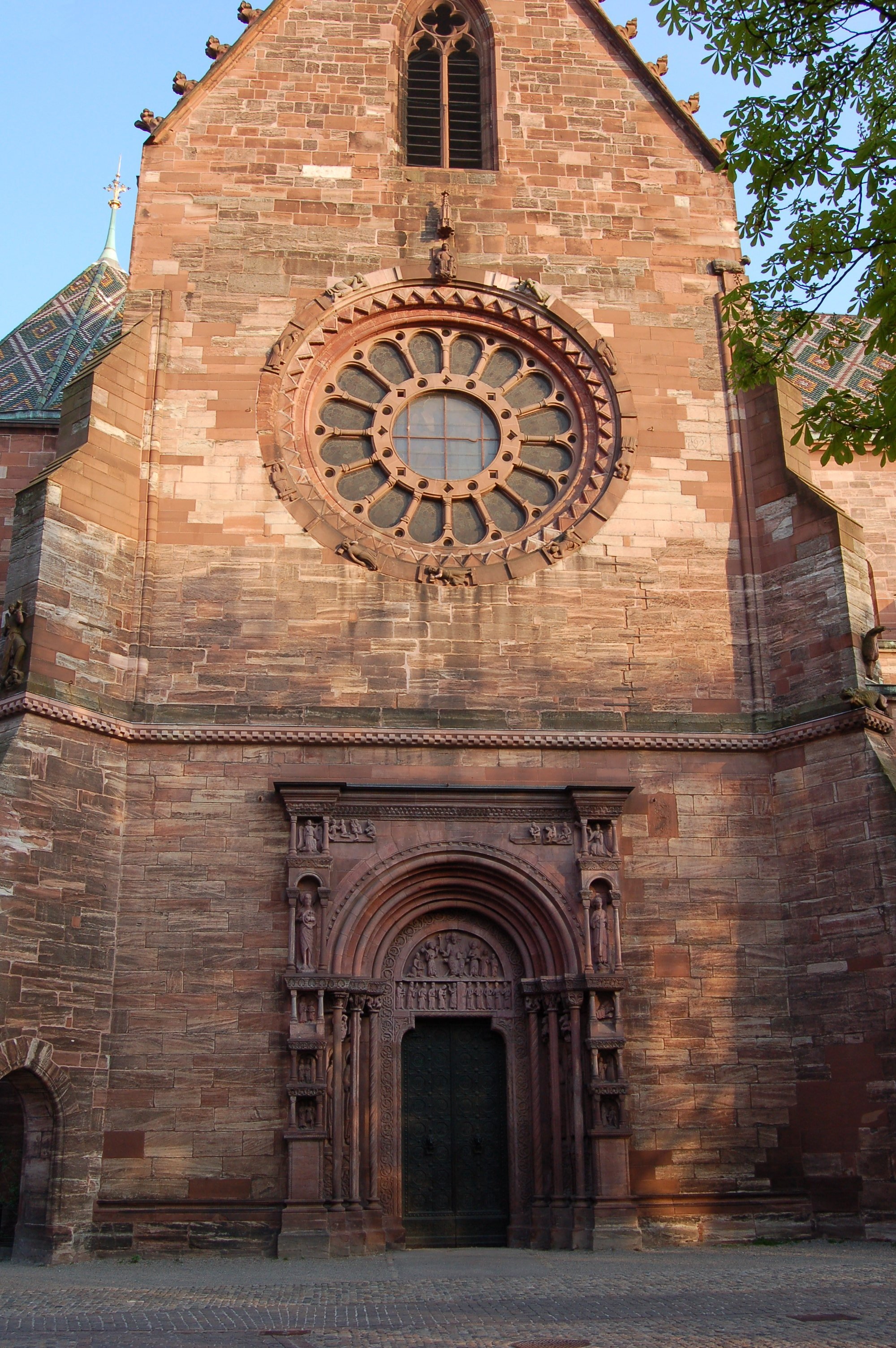
Basler Münster, Radfenster über der Galluspforte, um 1200 mit Eichenspeichen, erst im 19. Jh.  durch steinerne ersetzt
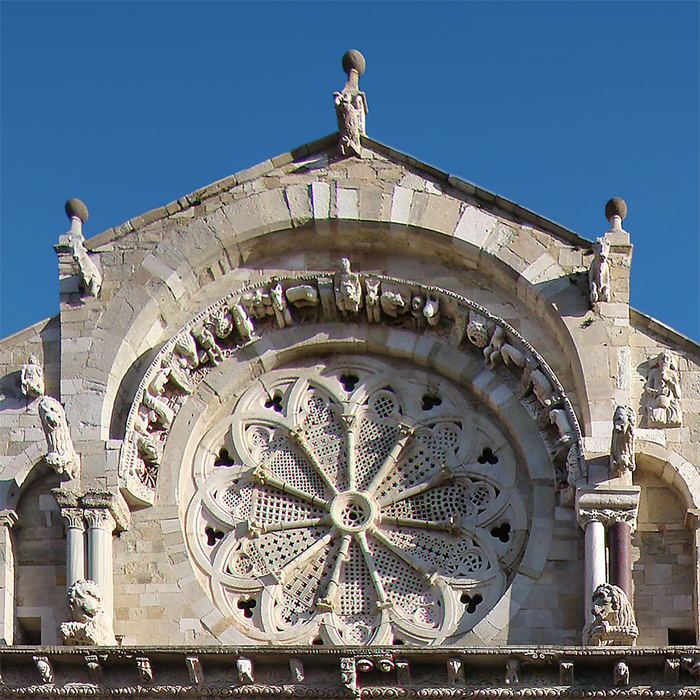
Troia (Apulien), Kathedrale: nur 11 Speichen, maurischen Füllungen, zw. 1160 u. 1180 angelegt, aber nach 1228 umgestaltet